# Dependență fizică
Dependența fizică este o afecțiune fizică cauzată de utilizarea cronică a unui medicament care generează toleranță, în care retragerea bruscă sau treptată a medicamentului provoacă simptome fizice neplăcute. Dependența fizică se poate dezvolta în urma administrării terapeutice a unor doze mici din anumite medicamente, cum ar fi benzodiazepinele, opioidele, stimulentele, antiepilepticele și antidepresivele, precum și în urma abuzului recreațional de substanțe, cum ar fi alcoolul, opioidele și benzodiazepinele. Cu cât doza utilizată este mai mare, cu cât durata consumului este mai mare și cu cât consumul a început la o vârstă mai fragedă, cu atât dependența fizică se agravează și, prin urmare, sindroamele de sevraj sunt mai severe.
Dependența fizică apare ca urmare a sensibilizării unui sistem de organism, prin modularea acestuia în prezența medicamentului sau drogului.